# Wilson Álvarez
Wilson Eduardo Álvarez (Maracaibo, Zulia, Venezuela, 24 de marzo de 1970) es un expelotero venezolano. Fue un lanzador zurdo en las grandes ligas de béisbol y lanzador de las Águilas del Zulia en la liga Venezolana de Baseball Profesional.
Jugó 14 temporadas para los Rangers de Texas (1989), los Medias Blancas de Chicago (1991-1997), los Gigantes de San Francisco (1997), las Mantarayas de Tampa Bay (1998-2002) y los Dodgers de Los Ángeles (2003-2005)

## Grandes Ligas
Álvarez lanzó un juego sin hits ni carreras en su segunda salida en grandes ligas, contra los Orioles de Baltimore, contrastando con su debut donde enfrentó a cinco bateadores donde otorgó dos bases por bolas y le conectaron un sencillo y dos home runs.
En 1994 Álvarez terminó la campaña con 12 ganados y 8 perdidos y estuvo en el equipo de la Liga Americana en el juego de las Estrellas. Fue enviado a los Gigantes en 1997 y como agente libre firmó por cinco años con Tampa Bay.
El primero de agosto de 2005 anunció su retiro para después de terminada la temporada.
Se retiró con un récord de 102 ganados, 92 derrotas, 1330 ponches y un promedio de 3,96 en 1747.2 episodios.

## Béisbol venezolano
Se inició con las Águilas del Zulia en 1986, siendo uno de los jugadores más emblemáticos del equipo, se convirtió en el primer lanzador venezolano en ganar la triple corona del pitcheo nacional en 1992. 
El 27 de enero de 1993 le propina a los Navegantes del Magallanes un blanqueo de apenas 2 hits, dándole así el campeonato a los rapaces esa temporada por barrida (4-0). 
Actualmente se desempeña como coach de lanzadores de los Leones del Caracas.